# جون د. سترونج
جون د. سترونج (بالإنجليزية: John D. Strong)‏ هو فيزيائي أمريكي، ولد في 1905 في لورانس في الولايات المتحدة، وتوفي في 1992 في أميرست في الولايات المتحدة.